# Bhutana Magwaza
Bhutana Magwaza (* 23. Dezember 1958) ist ein ehemaliger eswatinischer Amateurboxer.
Bhutana trat bei den Olympischen Sommerspielen 1984 in Los Angeles an. Im Halbweltergewichtsturnier schied er, nach einem Freilos in Runde 1, in seinem Zweitrundenkampf gegen den Ägypter Rushdy Armanios aus.